# Новый музей (Нюрнберг)
Новый музей — Государственный музей изобразительного искусства и дизайна в Нюрнберге (нем. Neues Museum — Staatliches Museum für Kunst und Design in Nürnberg, NMN) — художественная галерея в городе Нюрнберг (Средняя Франкония), открытая в апреле 2000 года в новом здании со стеклянным фасадом длиной в 100 метров, спроектированном архитектором Фолькером Штаабом; музей состоит из двух основных коллекций — «Sammlung Kunst», представляющей современное искусство и ранее находившейся в Кунстхалле Нюрнберга, и коллекции экспонатов в области дизайна «Sammlung Design», представленной ранее в мюнхенской Новой коллекции; кроме того, в галерее экспонированы произведения из частных собраний.

## История и описание

### Коллекция
Фонд Нового музея в Нюрнберге восходит к коллекции произведений современного искусства, которую куратор Дитрих Малов (Dietrich Paul Mahlow, 1920—2013) начал собирать для городского Кунстхалле в шестидесятых годах XX века. Экспонаты международного современного искусства, созданные после 1950 года составили основу фонда. Кроме того фонд Нового музея был расширен ещё до открытия за счёт нескольких крупных пожертвований: частной коллекции владельцев местной галереи «Galerie Defet» Марианны и Хансфрида Дефета, состоящей из работ немецкоязычных авторов, к которые были добавлены около 150 работ из международной коллекции берлинского галериста и куратора Рене Блока (René Block, род. 1942).
Кроме того в период с 2002 по 2005 год в фонд поступили около 200 работ за авторством около 70 (в основном, американских) художников от владельца кёльнской галереи и коллекционера Рольфа Рике (род. 1934). С тех пор фонд продолжает расширяться за счет приобретения, получения в дар и аренды произведений современного искусства — в частности, музей распоряжается наследием местного художника и графика Герхарда Вендланда (1910—1986). В итоге, сегодня в галерее представлены работы Энди Уорхола, Йозефа Бойса и Нео Рауха; сам музей полагает одним из ключевых своих экспонатов картину «Телефон», написанную Рихардом Линднером (1901—1978) в 1966 году.

### Здание
Главное здание Нового музея в Нюрнберге было построено по проекту архитектора Фолькера Штааба (род. 1957): оно включает в себя стеклянный фасад длиной в 100 метров, «встроенный» в исторический центр города. Завершение строительства состоялось в 1999 году; музей был торжественно открыт 15 апреля 2000 года, начав свою деятельность под руководством директора-основателя Люциуса Гризебаха (Lucius Grisebach, род. 1942). За первые пять лет существования Новый музей посетило около 500 000 человек.
Сад скульптур Нового музея расположился в «цвингере» (Zwinger) — бывших городских укреплениях, часть которых располагалась между внутренними и наружными крепостными стенами — между воротами Штернтор и Фрауентор; сад, открытый в 2004 году, находится всего в нескольких шагах от основного здания музея. В нём представлены девять скульптур, созданных такими авторами как Хироми Акияма, Йоханнес Брус, Бернд Клётцер, Альф Лехнер, Хорст Мюнх, Карл Прантль, Ульрих Рукрим, Альф Шулер и Тимм Ульрихс. В 2010 году здесь в третий раз была выставлена скульптура Ульриха Рюкрима «Одиннадцать каменных кубов» (Granit Bleu de Vire).